# Mémorandum Himmerod

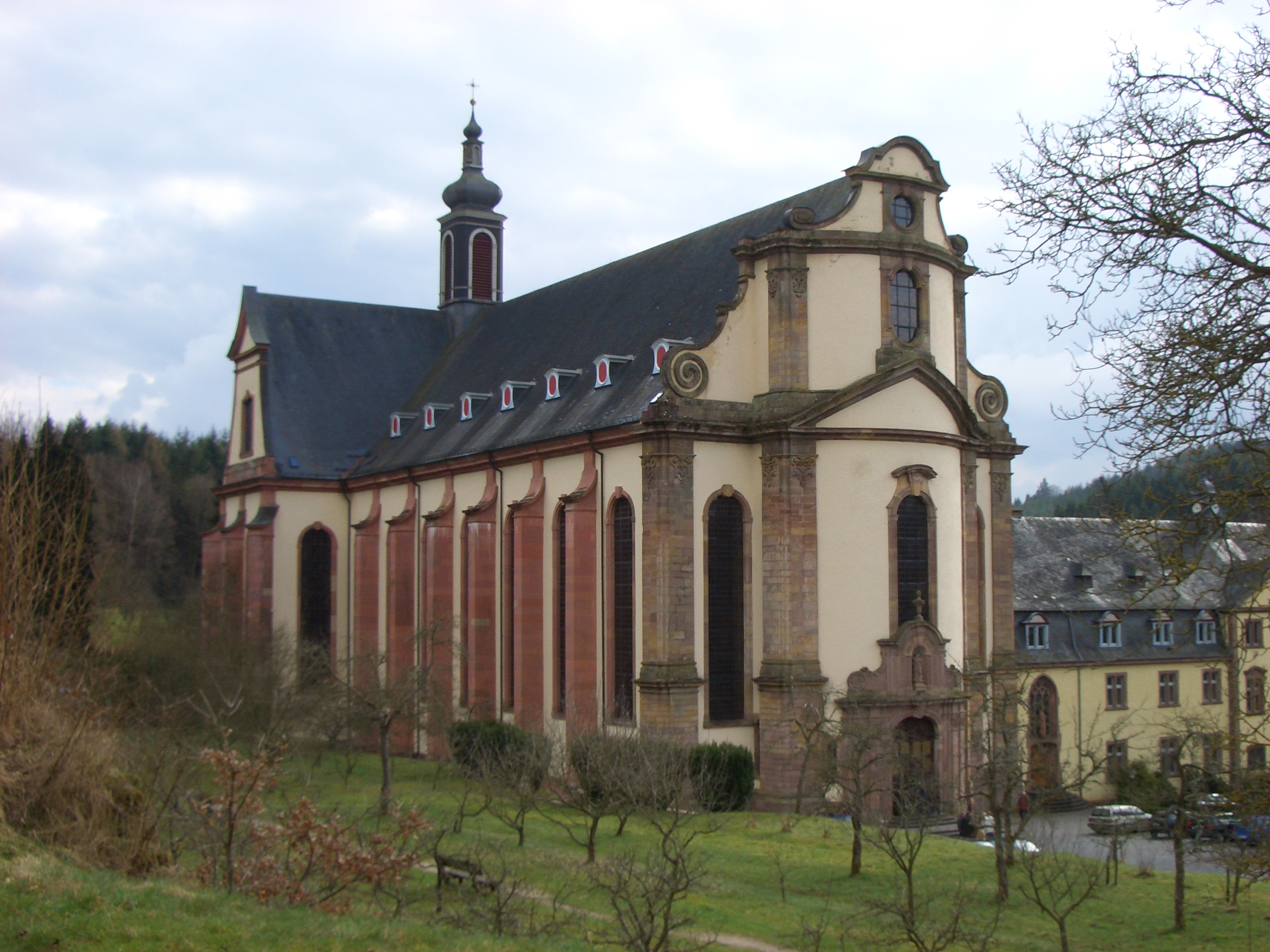
L'église de l'abbaye de Himmerod

Le Mémorandum Himmerod (en allemand : Himmeroder Denkschrift) est un document de quarante pages rédigé en 1950 à la suite d'une réunion secrète d'anciens officiers supérieurs de la Wehrmacht, réunion qui se tient à l'abbaye de Himmerod du 5 au 9 octobre 1950 à l'initiative du chancelier Konrad Adenauer, afin de discuter du réarmement de l'Allemagne de l'Ouest dans le contexte de la guerre froide. Ce mémorandum est considéré comme le document fondateur de la Bundeswehr.
Avec les déclarations de certains dirigeants militaires alliés ou d'hommes politiques allemands tendant à construire l'image d'une Wehrmacht bien distincte des nazis et qui n'aurait pas commis de crimes de guerre, il contribue à la création du mythe d'une Wehrmacht aux mains propres.

### Citations
1. ↑  Smelser et Davies 2008, p. 74–76.